# M/S Ada
Ada, färja 316, är en av Trafikverket Färjerederiets största färjor. Den går på Hönöleden tillsammans med M/S Beda, M/S Göta och M/S Marie. Lika stor är M/S Gullmaj. Alla 5 tar 75 bilar och 397 passagerare. Lastförmåga 400.